# Municipio de Neshannock
El municipio de Neshannock (en inglés: Neshannock Township) es un municipio ubicado en el condado de Lawrence en el estado estadounidense de Pensilvania. En el año 2000 tenía una población de 9.216 habitantes y una densidad poblacional de 531.9 personas por km².

## Geografía
El municipio de Neshannock se encuentra ubicado en las coordenadas 41°03′00″N 80°19′59″O / 41.05000, -80.33306.

## Demografía
Según la Oficina del Censo en 2000 los ingresos medios por hogar en la localidad eran de $40,988 y los ingresos medios por familia eran de $54,036. Los hombres tenían unos ingresos medios de $40,863 frente a los $25,865 para las mujeres. La renta per cápita de la localidad era de $25,312. Alrededor del 3,8% de la población estaba por debajo del umbral de pobreza.